# Аквила, Иоганн-Каспар
Иоганн-Каспар Аквила (нем. Caspar Aquila; 7 августа 1488 года, Аугсбург—12 ноября 1560 года, Заальфельд) — священник, деятель Немецкой Реформации, друг и сотрудник Мартина Лютера.

## Биография
Иоганн-Каспар Аквила родился 7 августа 1488 года в Аугсбурге.
Родная фамилия Адлер (Adler); Аквила — латинский псевдоним того же смысла, что и фамилия («орёл»).
Получил образование сначала в Ульме, а затем в Италии, где познакомился с одним из наиболее выдающихся гуманистов современности Эразмом Роттердамским.
Аквила был непродолжительное время проповедником в Берне, Виттенберге и Лейпциге.
В 1515 году был походным проповедником у Франца фон Зикингена, затем, в следующем году, священником в Йенгене, близ Аугсбурга.
При появлении Мартина Лютера немедленно к нему присоединился и женился, за что был епископом Аугсбургским посажен в Дилингенскую тюрьму, из которой выпущен по ходатайству королевы Изабеллы Габсбургской (Датской), сестры Карла V.
В 1521 году Иоганн-Каспар Аквила в качестве воспитателя детей Зикингена поселился в замке последнего, Эбернбурге.
В 1524 году был назначен проповедником при дворе курфюрста в Виттенберге, где ревностно помогал Лютеру при переводе Библии своими глубокими познаниями в древнееврейском языке.
В 1527 году в качестве священника и суперинтенданта переселился в Заальфельд и усердно занялся улучшением школьного дела.
Своими сочинениями против интерима («Christliche Bedenken auf das Interim», 1548 год, и «Das Interim illuminiert») Аквила впал в немилость императора, который назначил 5000 гульденов за выдачу его головы.
Графиня Екатерина Рудольфштадтская и её брат, граф Иннеберг, взяли его под своё покровительство и назначили его в 1550 году деканом монастырской церкви в Шмалькальдене.
Иоганн-Каспар Аквила скончался в городе Заальфельде 12 ноября 1560 года.